# Tropheus
Tropheus is een klein geslacht van cichliden uit het Oost-Afrikaanse Tanganyikameer. Het geslacht komt overal voor in het meer. Mannetjes en vrouwtjes lijken relatief veel op elkaar maar vertonen wel seksueel dimorfisme. Alle soorten zijn maternale muilbroeders.
Alle soorten blijven dicht bij de rotsige kusten van het meer tot op een maximale diepte van 3 meter. Alleen de Tropheus duboisi gaat dieper, tot 15 meter. De rotsen worden gebruikt als schuilplaats bij gevaar en bevatten het voedsel; algen. Tropheus wordt gekenmerkt door een bek die speciaal is aangepast voor het wegschrapen van algen van de rotsen.

## Soorten
Er worden binnen het geslacht Tropheus 6 soorten erkend:.
- Tropheus annectens Boulenger, 1900
- Tropheus brichardi Nelissen & Thys van den Audenaerde, 1975
- Tropheus duboisi Marlier, 1959
- Tropheus moorii Boulenger, 1898
- Tropheus kasabae Nelissen, 1977
- Tropheus polli Axelrod, 1977

## In het aquarium
Tropheus zijn populair onder aquariumhouders, maar worden algemeen beschouwd als een moeilijk houdbare vis.
Beginners gaan vaak de fout in door een succesvolle formule te veranderen met vaak desastreuze gevolgen.

### Inrichting aquarium
Een voor Tropheus ingericht aquarium moet minstens 400 liter water bevatten en minimaal een lengte van 150 centimeter hebben.
Het aquarium moet worden ingericht met rotspartijen, zodat de dominante mannetjes een referentiepunt hebben en opgejaagde vissen een plek hebben om uit te rusten. Ook zullen rotsen als het goed is met algen worden bedekt, en zo dienen als voedsel voor de Tropheus. Als bodem volstaat fijn grind of zand.

### Gedrag in het aquarium
Een groep Tropheus moet uit ten minste 15 exemplaren bestaan. In een succesvol harmoniserende groep zouden nooit nieuwe dieren moeten worden ingebracht, aangezien dit kan leiden tot extreme agressie. Tropheus staan bekend om hun agressieve gedrag. De laagst geplaatste in een groep zal veel te verduren krijgen, maar onder normale omstandigheden zal dit niet tot overlijden leiden.
Tegen andere vissen kunnen Tropheus ook zeer onverdraagzaam zijn; alleen specifieke vissen kunnen bij de Tropheus gehouden worden.

### Voeding
Tropheus gedijen goed op voer gebaseerd op spirulina of groente. Er is ook specifiek Tropheusvoer op de markt. Het beste is Tropheus kleine porties gedurende de dag te geven in plaats van alles in een keer; dit sluit beter aan op hun natuurlijke leefwijze. Men mag bij Tropheus nooit van voer veranderen als het niet nodig is, dit kan en zal vaak de dood tot gevolg hebben.